# Шемети
Шемети — село в Добрянском районе Пермского края. Входит в состав Сенькинского сельского поселения.

## Географическое положение
Село расположено в нижнем течении реки Шемети, в 13 км к югу от административного центра поселения, села Сенькино. На противоположном берегу реки находится посёлок Камский.

## Население
| 2010 |
| ---- |
| 99   |

## Улицы
- Ветеранов ул.
- Заречная ул.
- Победы ул.
- Свободы ул.

## Топографические карты
- Лист карты O-40-53 Доьрянка. Масштаб: 1 : 100 000. Издание 1977 г.